# تالدی‌سای
تالدی‌سای (به قزاقی: Taldysay) یک منطقهٔ مسکونی در قزاقستان است که در Kobda District واقع شده‌است.